# Jimmy Pedro
James (Jimmy) A. Pedro (30 de outubro de 1970) é um ex-judoca norte-americano e hoje, um dos atuais treinadores da seleção feminina norte-americana de judô.
Foi medalhista de bronze nos Jogos Olímpicos de 2004 em Atenas e em Atlanta, 1996, além de ter obtido 2 medalhas de bronze em campeonatos mundiais de judô e uma de ouro.